# チョンキー
チョンキー（英: Chonky）とは、中国人（中華民族=漢民族）を指す呼び方。イギリスやアメリカなど、英語を母国語とする国を中心に使われている中国人の蔑称。